# Crossodactylus boulengeri
Crossodactylus boulengeri es una especie de anfibio anuro de la familia Hylodidae.

## Distribución geográfica
Esta especie es endémica de Brasil. Se encuentra en los estados de Río de Janeiro y São Paulo.

## Descripción
Los 46 especímenes machos adultos observados durante la revalidación de la especie tienen una longitud estándar de 20 a 27 mm y las 36 especímenes hembras adultas observadas durante la revalidación de la especie miden de 20 y 27 mm de longitud estándar.

## Taxonomía
Esta especie ha sido relevada de su sinonimia con Crossodactylus dispar por Pimenta, Cruz y Caramaschi en 2014 en la que fue colocada por Lutz en 1930.

## Publicación original
- de Witte, 1930: Liste des reptiles et batraciens récoltés au Brésil par La Mission Massart (1922-23) et description de sept nouvelles espèces. Une mission biologique belge au Brésil (Août 1922-Mai 1923), vol. 2, p. 213-230.[2]